# Mangan
Mangan je kemijski element atomskog (rednog) broja 25 i atomske mase 54,938045(5). U periodnom sustavu elemenata predstavlja ga simbol Mn.

## Osobine i svojstva
Mangan je kemijski element 7. skupine periodnoga sustava elemenata, srebrnosiva do bijela, tvrda i krta kovina slična željezu. Pojavljuje se u četirima alotropskim modifikacijama; α-mangan (T < 700 °C), β-mangan (T < 1079 °C), γ-mangan (T < 1140 °C), δ-mangan (T > 1140 °C). Pri sobnoj temperaturi najstabilnija je kubična alfa-modifikacija (α-mangan).
Poznato je dvadeset izotopa mangana, a samo je jedan stabilan (55Mn) i javlja se u prirodi. Izotop 53Mn, (s vremenom poluraspada t1/2 = 2 x l06 g) nastaje u zvijezdama nuklearnom reakcijom s izotopom željeza 56Fe pa se iz njegove količine u meteoritima, u odnosu na sadržaj željeza, može odrediti njihova starost. Izotopi 54Mn i 56Mn koriste se kao radioaktivni obilježivači za proučavanje bioloških funkcija mangana u organizmu čovjeka.
Lako je topljiv u razrijeđenim kiselinama uz razvijanje vodika. Reaktivan je kad je čist, pa reagira s vodom i u njoj se sporo otapa, a na zraku površinski oksidira stvarajući smeđu prevlaku. S kisikom izgara u svoj najpostojaniji oksid, Mn3O4.
Talište mu je na 1246 °C, a vrelište na 1962 °C. Ima gustoću 7,44 g/cm3.
Elementarni mangan otkrio je švedski kemičar C.W. Scheele u Stockholmu 1774.g., a iste ga je godine izolirao J. Gahn.
Na višim temperaturama spaja se s većinom metala. Pri sobnoj temperaturi s nemetalima praktički ne reagira, a pri višoj temperaturi snažno reagira s raznim elementima: halogenidima, kisikom, sumporom, dušikom i ugljikom.

## Rasprostranjenost u Zemljinoj kori
Udjel mangana u elementarnom sastavu Zemljine kore iznosi 0,085%, a vrlo je raširen u obliku spojeva.
Od ostalih mineralnih resursa koji se nalaze u morskom dnu najveću vrijednost ima mangan, koji se danas naveliko eksploatira.

U malim količinama ima ga u sastavu biljnih i životinjskih stanica.

Nalazi se u elementarnom stanju u meteoritima. Ima ga gotovo u svim tlima, bar u tragovima.
Kemijski je sličan željezu te ga prati u njegovim rudama.

U većim količinama manganske su se rude nakupile na razmjerno malo mjesta na Zemlji: u Rusiji, Indiji, Gani, Južnoafričkoj Republici, Maroku, Brazilu i Kubi.
Poznato je mnogo manganovih minerala. Glavne rude su mu:
- Braunit (Mn2O3), je mineral silikat koji sadrži i dvovalentni i trovalentni mangan,
- Hausmanit (Mn3O4),
- Psilomelan (MnO2),
- Biksbit ((Mn,Fe)2O3) - struktura mu je kubična,
- Manganit (γ-MnO(OH); koristan, ali rijedak) – struktura mu je monoklinska,
- Piroluzit (β-MnO2; manganov(IV) oksid) – struktura mu je tetragonska,
- Rodokrozit (ili dijalogit; MnCO3) – struktura mu je romboedarska,
- Rodonit ((Mn,Fe,Mg)SiO3) – struktura mu je triklinska,
- Romanekit (BaMn9O16(OH)4) – struktura mu je monoklinska.

## Dobivanje mangana
Elementarni mangan dobiva se vrlo rijetko, a u svome metalnome, tehnički čistom stanju dobiva se aluminotermijom ili silikotermijom, tj. redukcijom svojih oksidnih ruda aluminijem ili silicijem, a u vrlo čistom stanju elektrolizom otopine manganova sulfata.
Mangan se može dobiti redukcijom manganovih ruda pomoću koksa u visokim pećima kada nastaje zrcalno željezo s oko 25% Mn ili u elektrolučnim pećima kada nastaje feromangan koji sadrži oko 80% Mn. Slijedi redukcija pomoću silicija ili aluminija. U prvom slučaju nastaje tehnički mangan čistoće do 95%. Redukcija aluminijem odvija se pri temperaturi 2000-2200 °C, a nastaje mangan čistoće 92-98% s primjesama koje sadrže do 4% željeza, do 3% silicija i 0,3% fosfora, te još nekih primjesa u znatno manjim koncentracijama.
Mangan visoke čistoće (99,95%) dobiva se naknadnom elektrolizom vodene otopine manganovog sulfata. Na olovnoj anodi (s dodatkom 1% srebra) izlučuje se kisik, a na titanijevoj ili čeličnoj katodi izlučuje se mangan. Anodni prostor odvojen je od katodnog polupropusnom membranom, a elektroliza se odvija pri temperaturi 35-40 °C.

## Uporaba mangana i njegovih slitina
Mangan u čeliku povisuje granicu razvlačenja, žilavost i prokaljivost, ti se čelici odlikuju čvrstoćom, tvrdoćom, žilavošću, otpornošću protiv habanja, pa se od njih u prvom redu izrađuju alati, a i različiti elementi strojeva, npr.: čeljusti drobilica, željezničke tračnice, podstave kugličnih i drugih mlinova i sl.
Najveće količine njegovih ruda najčešće se prerađuju u manganove slitine sa željezom i ugljikom;

- zrcalno željezo (dobiva se redukcijom ruda s pomoću koksa u visokim ili električnim pećima i sadržava oko 5 do 25% mangana), i

- feromangan (dobiva se u elektrolučnim pećima i sadržava do 80% mangana i više). Standardni feromangani sadrže 74-78% mangana i oko 7% ugljika, a ostatak je željezo.

- silikomangan (slitina mangana s razmjerno visokim udjelom silicija, a dobiva se u električnoj peći, ; 50 - 70% Mn, 15 - 30% Si, 5 - 25% Fe).

Također služi za uklanjanje nemetalnih primjesa (ponajprije kisika) iz čelika.
Ove slitine služe za uklanjanje kisika (dezoksidans) i sumpora iz čelika (mangan se s njim spaja u oksid, odnosno sulfid i prelazi u trosku) te u proizvodnji legiranih čelika.
Najviše mangana troši se u obliku feromangana pri proizvodnji feromagnetskih čelika (feromagneta; koji se dobivaju legiranjem feromangana čelikom) i za pravljenje keramika.
Tehnički čist metalni mangan manje se koristi i to uglavnom kao dezoksidans u proizvodnji nekih metala (ponajčešće za deoksidaciju bakra i bronce - manganska bronca), te u metalurgiji za legiranje - kao sastojak tehnički važnih slitina s drugim metalima. Mangan se legira s raznim metalima i s drugim kovinama, kojima povećava čvrstoću, kovnost i ljevačka svojstva.
Dodavanjem feromangana u rastaljeni metal na kraju procesa pretvaranja sirova željeza u čelik uklanja se iz njega kisik (deoksidacija) i sprječava se lomljivost čelika u žaru.
Čeliku se dodaju i silikomangani koji sprečavaju reakciju ugljika s kisikom u leguri. Posebno tvrdi čelici otporni na velika izmjenična naprezanja sadrže 13% mangana (poznati kao Hadfieldovi čelici). U velikom broju nehrđajućih čelika (serije s oznakom 200) nikal se zamjenjuje magnezijem kako bi se dobila što ekonomičnija austenitna smjesa.
Feromanganom i silikomanganom se istodobno unose u čelik i drugi njegovi sastojci (ugljik, silicij).
Od ostalih neželjenih slitina najvažnije su one kojima je, uz mangan, glavni sastojak bakar (manganske bronce) ili aluminij.
- Legura s bakrom i niklom (sa 72% Mn) koristi se za izradu bimetalne trake termoelektričnih prekidača zbog dobre električne vodljivosti, temperaturne postojanosti te velikog koeficijenta termičkog rastezanja mangana.
- Mangan legiran s bakrom (20 - 40% Cu) koristi se za izradu prigušnih opruga jer legura dobro apsorbira vibracije.
- Bakrene legure s manganom (do 15% Mn) imaju neobična električna svojstva pa se rabe u elektrotehnici. Upotrebljavaju se kao metali za otpornike i za konstrukcijske dijelove koji moraju zadržati čvrstoću na višim temperaturama; u mnogim lakim legurama aluminija i magnezija male količine mangana bitna su sastojina.
- Manganin je slitina bakra (84-86%) mangana (12%) i nikla (2-4 %).

Odlikuje ga električni otpornost 0,43 Ω x mm2/m, temperaturni koeficijent električnog otpora 10-5 K-1, te temoelektromotorna sila 1μV/K. Rabi se za izradbu preciznih otpornika i mjernih instrumenata,jer se njezina električna otpornost s promjenom temperature gotovo ne mijenja, a slitina sa 72%mangana, 18%bakra i 10% nikla ima vrlo velik koeficjent toplinskoga rastezanja, pa se rabi kao bimetal za električne kontakte, mjerenje i regulaciju temperature u termostatima.
Slitine aluminija sa samo do 2% mangana veće su čvrstoće i otpornosti na trošenje i koroziju od čistog aluminija.
- Manganova bronca je slitina 58% Cu, 39% Zn, 2% Fe, 1% Sn, tragovi Mn. Legura je visokootporna na trošenje. Koristi se za diskove spojka u automobilima, motorne ventile, zupčaste pumpe i ostale stvari.

## Biološka uloga i otrovnosti i opasnosti
Mangan je jedan od 5 najvažnijih oligoelemenata, prijeko potreban za život biljaka i životinja te nastaju smetnje u rastu ako ga u tlu ili hrani nema dovoljno. Esencijalan za sve vrste.

Blago toksičan ako se proguta, a smrtonosna doza: LD50 (klorid, oralno, miš) = 1715 mg kg−1
Mangan je u malim količinama važan za ljudski organizam i dnevno ga se ishranom mora unositi u količini 10–20 mg, a njegovo pomanjkanje usporuje rast i skraćuje životni vijek jer sudjeluje u reprodukcijskim procesima. Mangana ima u žitaricama i različitim sjemenkama, osobito u kavi i čaju.
U većim količinama je otrovan. Trovanja nastaju udisanjem para mangana, prašine oksida (MnO2) ili nekog drugog spoja. Prvi vanjski znaci trovanja su umor, iscrpljenost, klonulost mišića, zatim napadaji smijeha i plača, a oboljela osoba sklona je samoubojstvu. U kasnoj fazi javljaja se drhtavica, opći simptomi Parkinsonove bolesti i skleroza nakon čega za oboljelog više nema lijeka. Dozvoljena koncentracija mangana u radnim prostorijama je do 5 mg u m3 zraka, a u vodi za piće 0,05 mg/l.
Malo trovanja je bilo uzrokovano manganovim spojevima, ali izloženost prašini ili parama je opasnost za organizam i radni uvjeti ne bi smjeli prijeći 5 mg m−3, čak ni u kraćem periodu. Njegovi spojevi su eksperimentalni karcinogeni i teratogeni.

## Spojevi mangana
Mangan stvara spojeve u kojima ima oksidacijski broj od 0 do +7, ali su spojevi oksidacijskog broja +2 vrlo rijetki. Većina njegovih spojeva je obojena i paramagnetična. Spojevi s nižim oksidacijskim brojevima imaju više izražen alkalan i ionski karakter, a spojevi s visokim oksidacijskim brojevima imaju izražen kiseo i kovalentan karakter. Mangan teži stvaranju ne stehiometrijskih spojeva s dušikom i ugljikom.
Kao element koji se pojavljuje u 5 valentnih stanja, mangan tvori velik niz raznolikih, većinom obojanih spojeva, međutim, samo desetak njih ima znatniju primjenu.

Dvovalentni i trovalentni mangani tvore odgovarajuće soli, četvorovalentni - manganitnu kiselinu, šesterovalentni - manganatnu kiselinu, sedmovalentni - permanganatnu kiselinu (soli: permanganati).
Manganovi se spojevi koriste kao dodatak hrani i aditivi gnojivima. Tehnički su važni osobito ovi spojevi:
- Manganov(II) klorid (MnCl2 x 4H2O) najstabilniji je halogenid mangana. Dobiva se otapanjem piroluzita u kloridnoj kiselini. Dolazi u obliku ružičastih kristala, u vodi jako topljivih. Iz vodene otopine kristalizira s dvije, četiri ili šest molekula vode, ovisno o temperaturi. Upotrebljava se: u proizvodnji opeka, u proizvodnji baterija (kao dodatak elektrolitu za povećanje vodljivosti), u metalurgiji kao sredstvo koje pospješuje legiranje mangana s metalima i drugim legurama, za izradu antidetonatora, te za dobivanje drugih manganskih soli.
- Manganov(II) nitrat [Mn(NO3)2 x 6H2O], bijela je sol, a dobiva se otapanjem MnCO3 (ili piroluzita uz neko redukcijsko sredstvo) u nitratnoj kiselini. Dodaje se bojama za porculan, upotrebljava se i za dodavanje potrebnih tragova mangana tlu ("katalitičko gnojivo").
- Manganov(II) oksid (MnO) je sivo-zelen je do tamno-zelen spoj netopljiv u vodi, ali topljiv u kiselinama. Upotrebljava se kao polazni spoj za sintezu ostalih spojeva dvovalentnog mangana (kao npr. umjetnog gnojiva) i reagens u analitičkoj kemiji, a MnO visoke čistoće upotrebljava se u elektrotehnici za izradu posebnih keramičkih elemenata.
- Manganov(III) oksid (Mn2O3) se nalazi u prirodi kao braunit. Dobiva se žarenjem manganova nitrata ili piroluzita. Upotrebljava se u proizvodnji magnetskoga materijala i poluvodiča, te kao keramička boja i sikativ.
- Manganov(II, III) oksid (Mn3O4) u prirodi hausmanit. U vrlo čistom obliku rabi se u proizvodnji poluvodiča i magnetskih materijala, te kao keramička boja i sikativ.
- Manganov(II) karbonat (MnCO3) u prirodi se pojavljuje kao mineral rodokrozit (crveni kristali). Upotrebljava se kao pigment i gnojivo. Ksp (pri 25 °C) mu je 2,24 x 10−11.
- Manganov(II) sulfat (MnSO4 x 4H2O) najstabilniji je manganov spoj iako topljiv u vodi. Dobiva se reakcijom piroluzita i sulfatne kiseline. Bezvodan je kristal (na zraku gube vodu) bijele do blago ružičaste boje, a hidroliziran s jednom, dvije, četiri, pet ili sedam molekula vode postaje ružičast. Upotrebljava se: za dobivanje čistoga mangana elektrolitičkim postupkom, kao umjetno gnojivo za tlo siromašno manganom, za proizvodnju fungicida, u staklarskoj industriji za proizvodnju staklenih boca, za uklanjanje sumporovodika iz otpadnih voda u kožarskoj industriji, u proizvodnji boja, za dobivanje drugih soli mangana i manganovih pigmenata, u medicini kao dodatak solima željeza, itd.
- Manganov(IV) oksid (MnO2, manganov dioksid, kao mineral piroluzit i psilomelan, suhi kamen) jedan je od najvažnijih spojeva mangana. Amfoteran je, a otapanjem u lužinama ili taljenjem s baznim oksidima daje manganite ([MnO3]-), soli manganaste kiseline. Nastaje anodnom oksidacijom iz sulfatnih otopina, redukcijom permanganata ili termičkom razgradnjom nitrata. Otapanjem u kiselinama trebale bi nastati manganove(IV) soli, međutim redoks reakcijama obično dolazi do redukcije u stabilniji ion Mn2+.

Upotrebljava se za dobivanje feromangana i mangana, u staklarstvu za oksidaciju leukobaza (obezbojenje stakla), u bojadisarstvu (u industriji uljanih boja jer katalizira sušenje lanenog ulja), u slikarstvu se vrlo često koristi kao pigment i sredstvo za uklanjanje boje staklene mase, za Leclancheov suhi galvanski članak (kao depolarizator koristi se u suhim galvanskim člancima - džepne baterije), kao sikativ, kao katalizator prijenosa kisika, oksidans u medicini, u proizvodnji ferita, itd.
Tzv. "hopkalit" je naziv za punjenje za zaštitne maske protiv ugljikova(II) oksida, a sastoji se od smjesa MnO2 + CuO ili MnO2 + CuO + CoO + Ag2O.
- Manganov(II) acetat (Mn(CH3COO)2) su ružičasti kristali. Dobiva se od karbonata i octene kiseline, a služi kao sikativ, gnojivo, te u proizvodnji kože i tekstila.
- Manganati ([MnO4]2-) spojevi su zelene boje stabilni samo u alkalnom mediju, a u kiselom disproporcioniraju na spojeve u kojima mangan ima oksidacijski broj +7 i +4.

Tehnički je značajan kalijev manganat (K2MnO4). Upotrebljava se pri površinskoj obradi magnezija i kao oksidacijsko sredstvo u organskim reakcijama.
- Permanganati ([MnO4]-) stabilni su u širokom području pH vrijednosti otopina i jaka su oksidacijska sredstva. U kiselim se otopinama Mn7+ reducira do Mn2+, u neutralnim i slabo lužnatim otopinama reducira se do MnO2, a u jako lužnatim otopinama do manganata [MnO4]2-. Svjetlost djeluje kao katalizator raspada pa se otopine ovih spojeva moraju čuvati u tamnim bocama, a pH otopine treba biti nešto iznad 7.

Najvažniji je kalijev permanganat (KMnO4, hipermangan). To su tamnocrveni kristali koji često prelaze u ljubičastu boju zbog površinske redukcije. Dobiva se taljenjem piroluzita s kalijevim hidroksidom te elektrolitičkom oksidacijom, redovito elektrolitičkom, otopine nastalog manganata. Kalijev permanganat dobro se otapa u vodi i organskim otapalima kao što su piridin, octena kiselina, metanol i aceton. Jako je oksidacijsko sredstvo pa se primjenjuje za čišćenje etanola i octene kiseline, za pročišćavanje voda i onečišćenog zraka, za uklanjanje raznih primjesa iz organskih otapala, za bijeljenje svile, pamuka, lana, slame, kože i kudjelje, zatim za obezbojivanje ulja, voskova i masti, pročišćavanje vode, za čišćenje ugljikovog dioksida pri proizvodnji soda-vode, kao dezinfekcijsko sredstvo u medicini, nadalje u fotografiji i kemijskoj analizi, itd.

#### Ostali spojevi mangana i njihove topljivosti:
- Manganov(II) sulfid (ružičasti) (MnS). Ksp (pri 25 °C) mu je 3×10−11.
- Manganov(II) sulfid (zeleni) (MnS). Ksp (pri 25 °C) mu je 3×10−14.
- Manganov(II) jodat (Mn(IO3)2). Ksp (pri 25 °C) mu je 4.37×10−7.
- Manganov(II) oksalat dihidrat (MnC2O4 x 2 H2O. Ksp (pri 25 °C) mu je 1.70×10−7.
- Manganov(II) hidroksid (Mn(OH)2). Ksp (pri 25 °C) mu je 2×10−13.